# Coenoptychus pulcher
Coenoptychus pulcher är en spindelart som beskrevs av Eugène Simon 1885.
Coenoptychus pulcher ingår i släktet Coenoptychus och familjen flinkspindlar. Inga underarter finns listade i Catalogue of Life.